# St. Nikolaus (Worbis)

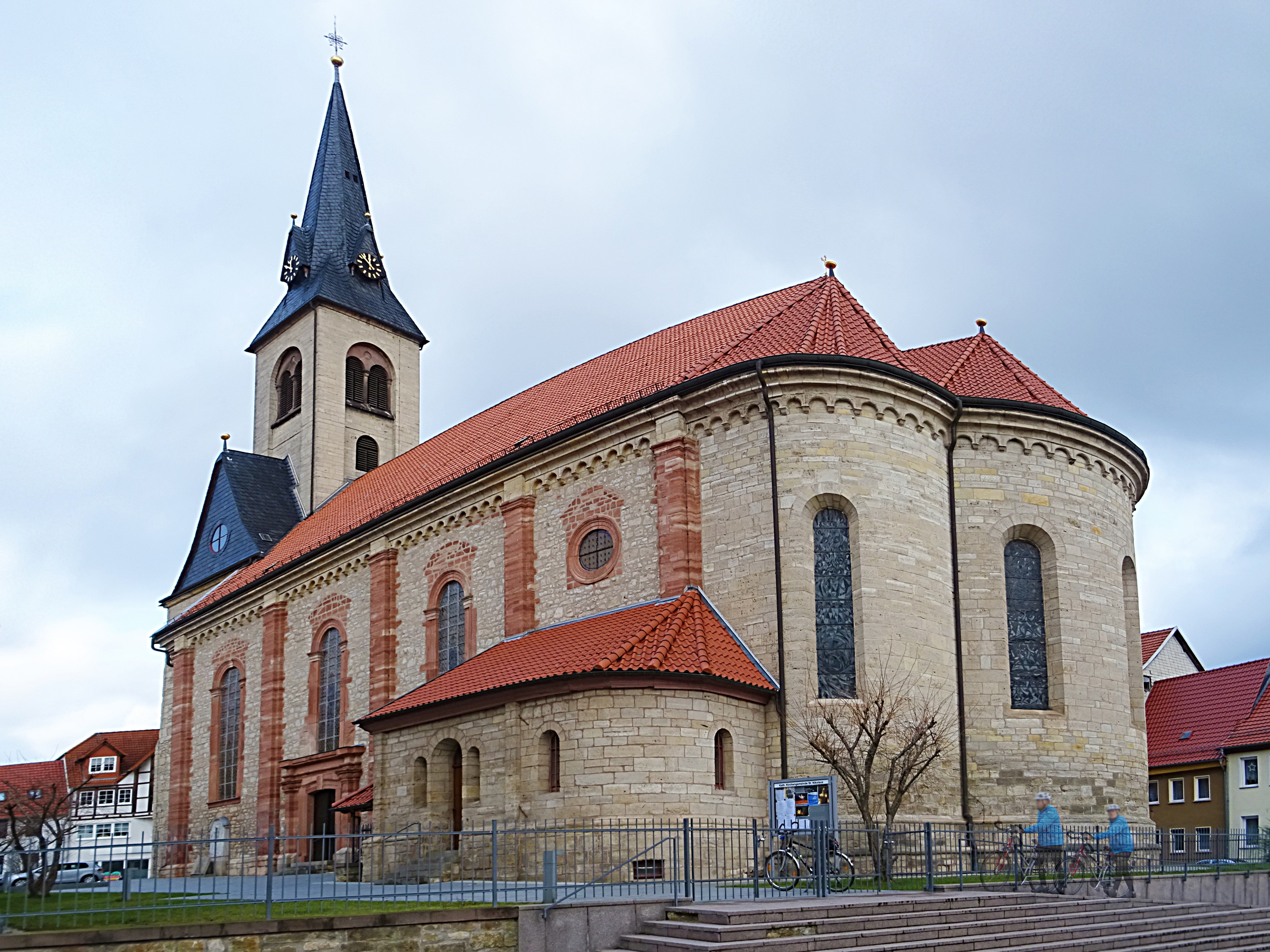
St. Nikolaus in Worbis

Die römisch-katholische Pfarrkirche St. Nikolaus steht in Worbis, einem Stadtteil von Leinefelde-Worbis im thüringischen Landkreis Eichsfeld. Sie ist die Pfarrkirche der Pfarrei St. Antonius Worbis im Dekanat Leinefelde-Worbis des Bistums Erfurt. Sie trägt das Patrozinium des heiligen Nikolaus von Myra. Das Bauwerk ist eingetragen in die Denkmalliste der Stadt Leinefelde-Worbis.

## Geschichte

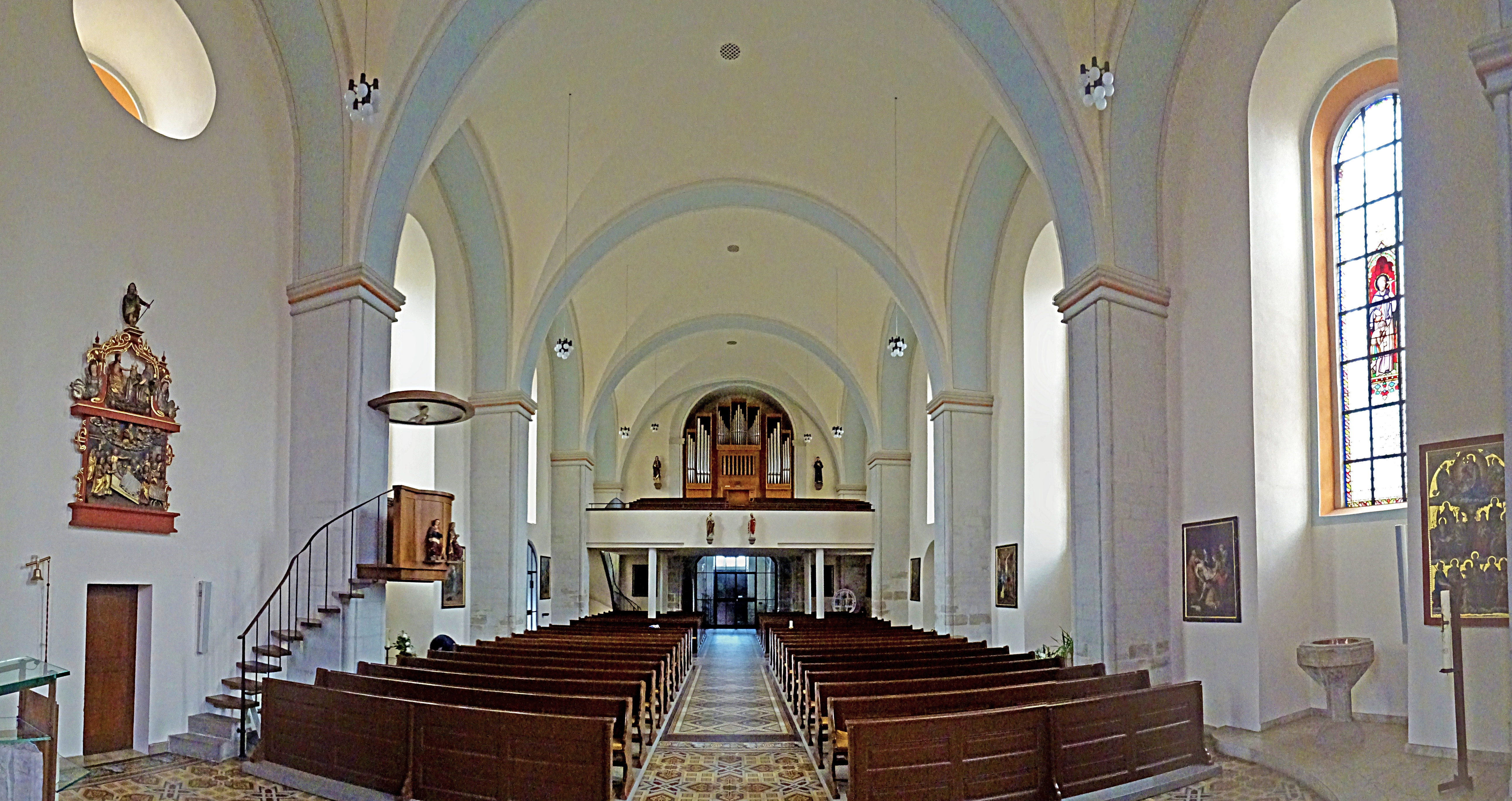
Innenraum-Panorama

1756 wurde die barocke Pfarrkirche St. Nikolaus unter Einbeziehung des Kirchturmes einer Vorgängerkirche aus dem 12. Jahrhundert erbaut. Ein Brand 1860 hatte die Errichtung des heute bestehenden Bauwerks unter Einbeziehung der Vorgängersubstanz des Gotteshauses im Jahre 1870 zur Folge. Der achteckige Schieferhelm wurde 1900 aufgesetzt. 1999–2000 erfolgte eine Innensanierung der Kirche mit Ausmalung und Neugestaltung. Eine weitere Innenraumsanierung wurde 2014 durchgeführt.

## Architektur

### Innenbeschreibung

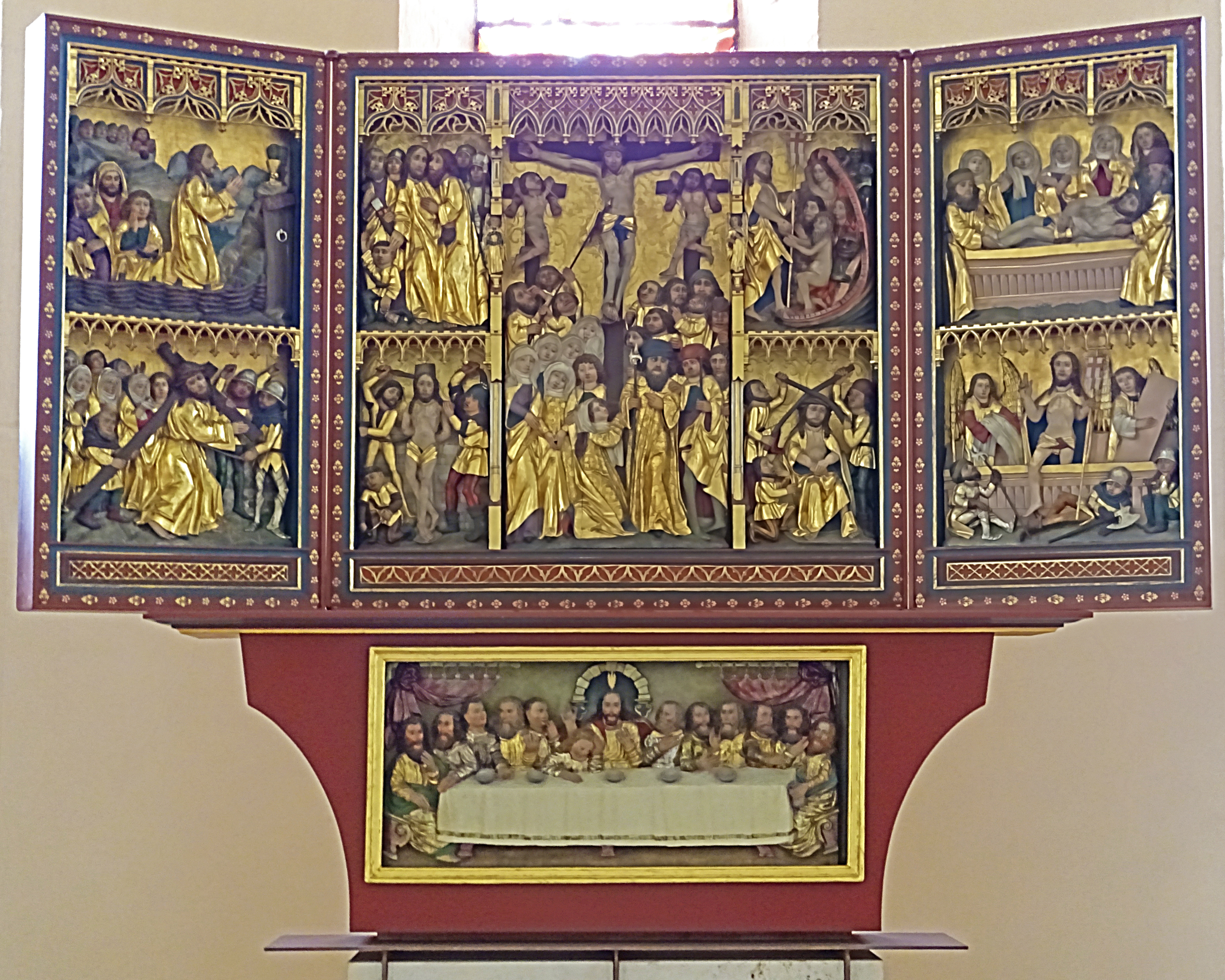
Wandelaltar (1475)

Über der Erdgeschosshalle des Turmes ist das Tonnengewölbe mit großen Rundbogen zum Schiff geöffnet. Dort befindet sich die Orgel. Das Schiff ist kreuzgratgewölbt zu vier Strebepfeilern. Der spätgotische Altarschrein von 1475 ist mit der Darstellung der Passion Christi versehen.  An der Chorvorwand befindet sich eine Mondsichelmadonna aus dem Jahre 1800. Der Taufstein stammt von 1723, ein Epitaph an der Chorsüdwand aus dem 17. Jahrhundert. Marien- und Nikolausstatuen befinden sich im Altarraum. Die fünf Chorfenster mit Motiven der Apokalypse wurden 1962 von Christof Grüger entworfen.

## Glocken
Im Kirchturm von St. Nikolaus befindet sich ein sechsstimmiges Glockengeläut, das 2004 von der Glockengießerei Bachert, Heilbronn gefertigt wurde.
| Glocke | Name                    | Durchmesser | Masse   | Schlagton |
| ------ | ----------------------- | ----------- | ------- | --------- |
| 1      | Christusglocke          | 1404 mm     | 1540 kg | d′+3      |
| 2      | Mariaglocke             | 1191 mm     | 1035 kg | f′+4      |
| 3      | Nikolausglocke          | 1056 mm     | 738 kg  | g′+5      |
| 4      | Bonifatiusglocke        | 921 mm      | 0551 kg | b′+5      |
| 5      | Martinsglocke           | 819 mm      | 0389 kg | c″+6      |
| 6      | Vinzenz-von-Paul-Glocke | 728 mm      | 0271 kg | d″+5      |